# Elias Wessén

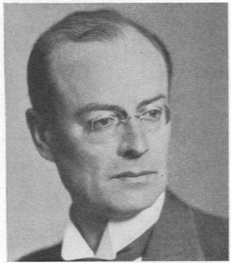
Elias Wessén (1930)

Elias Gustaf Adolf Wessén (* 15. April 1889 in Linderås, Jönköpings län; † 30. Januar 1981 in Stockholm) war ein schwedischer Sprachforscher und von 1928 bis 1956 Professor für nordgermanische Sprachen an der Universität Stockholm.

## Leben
In seinen ersten Werken setzte sich Wessén mit morphologischen Fragen der germanischen Sprachen, Onomasiologie sowie germanischen Mythologien auseinander. Er publizierte Teile von Sveriges runinskrifter (Runen in Schweden, z. B. Runenstein von Salmunge), bearbeitete mittelalterliche Texte und übersetzte zusammen mit Åke Holmbäck mittelalterliche schwedische Landesgesetze.
Er publizierte außerdem das dreibändige Werk Svensk språkhistoria (unter dem Titel Schwedische Sprachgeschichte auch in deutscher Sprache erschienen) sowie eine grammatische Erklärung des modernen Schwedischen mit dem Titel Vårt svenska språk (Unsere schwedische Sprache).
1944 initiierte er die Gründung des Instituts Nämnden för Svensk Språkvård, das später in Språkrådet (Schwedischer Sprachrat) umbenannt wurde.
Wessén war zwischen 1947 und 1981 Mitglied der Schwedischen Akademie (Sitz 16).